# Séries de televisão da Turquia
As séries ou novelas de televisão da Turquia (em turco:  televizyon dizileri), também conhecido como dizi ou telenovela turca, são séries de televisão geralmente dramáticas provenientes de dito país, as quais são muito populares em seu país de origem como internacionalmente. A Turquia é a maior exportadora de séries de televisão que mais cresce no mundo e atualmente ultrapassou o México e o Brasil como a segunda maior exportadora de séries de televisão do mundo, depois dos Estados Unidos. Os dramas televisivos turcos estão entre os mais longos do mundo, variando entre 120 e 150 minutos por episódio. Desde 2014, têm fama no mundo ocidental, sobretudo na América Latina e países com população latino-americana. Outros países onde se têm popularizado são os situados em Bálcãs e Cáucaso, na Europa; nos países do chamado mundo árabe; são a Ásia Central, Paquistão e Irão. São amplamente conhecidas em países hispânicos como telenovelas, ainda que outros as chamam de séries. Em países anglo-saxônicos são conhecidas como soap-operas.
Desde 2001, foram vendidos os direitos de emissão de 65 séries de televisão turcas por um valor a mais de 50 milhões de dólares. Em 2012, as exportações das séries renderam a seus produtores 130 milhões de dólares. Os programas de televisão turcos estão quase sempre disponíveis em vários idiomas, dublados ou legendados para acomodar o idioma do país de destino. A súbita e imensa popularidade internacional desde os anos 2000 dos dramas turcos tem sido amplamente analisada como um fenômeno social.
Deli Yürek foi a primeira série de televisão turca exportada internacionalmente em 1999. As séries turcas são produzidas principalmente em Istambul, pois as empresas de televisão optam por estabelecer-se lá após a onda de globalização da televisão privada nos anos 90. Entre os canais televisivos da Turquia que produzem séries são: TRT, Kanal D, Show TV, Star TV, ATV, Fox, tv8 e Kanal 7. O mercado dos dramas turcos é marcado por forte concorrência local: das 60 séries produzidas anualmente no país, quase 50% não são exibidas por mais de 13 episódios devido à forte concorrência entre os diferentes canais locais, resultando em alta qualidade e popularidade das produções de longa duração. As séries turcas seguem o tópico dos temas de amor para o público feminino (a maior parte das produções) e algumas séries de acção dirigidas ao público masculino. Como as tramas costumam incluir infidelidades e separações e de algumas cenas nas que mostram-se beijos e casos sexuais, os religiosos islâmicos radicais qualificam às séries turcas como "vulgares" e "heréticas".

## Produção
Deste o final da década de 2010, uma temporada de um drama turco consiste entre 35 a 40 episódios. Episódios inéditos são filmados em 6 dias por semana e, para acompanhar o exigente cronograma de produção, a equipe técnica pode trabalhar até 18 horas por dia. Cada episódio de uma produção tem normalmente entre 120 e 150 minutos de duração, o que é muito mais longo que um episódio normal de uma série das Américas ou da Europa Ocidental, que tem cerca de 30 a 60 minutos.

## Popularidade internacional
As produções turcas Muhteşem Yüzyıl, Fatmagül'ün Suçu Ne?, Aşk-ı Memnu e Binbir Gece são as mais vendidas para o exterior, deste 2015. Entre os atores turcos mais populares mundialmente estão Halit Ergenç, Bergüzar Korel e Beren Saat.

### América Latina
Os dramas turcos tornaram-se bastante populares na América Latina, são sempre transmitidos com dublagem em espanhol (para o público hispânico) e em português (para o público brasileiro). A popularidade das produções turcas na América Latina tem sido creditada a vários factores. Até 2020, cerca de 112 produções turcas foram dubladas em língua espanhola.
No Chile, Fatmagül'ün Suçu Ne? tornou-se a série turca de maior audiência durante 2014, posteriormente, também em 2015, alcançando uma média de 30 pontos, chegando até mesmo aos 35 pontos. No Peru, Fatmagül tornou-se um fenômeno, seguida por Binbir Gece. Ambas as tramas, conseguiram ficar a frente de produções nacionais como Al fondo hay sitio e Amor de madre. O canal que mais transmitiu estas séries é a Latina Televisión, com mais de 30 produções, sendo o segundo país da América Latina que transmite mais dramas turcos. No Uruguai, o drama turco mais popular é Binbir Gece, sendo o programa mais assistido em 2014. Fatmagül'ün Suçu Ne? também foi líder de audiência no país.
No Brasil, Binbir Gece foi a primeira produção turca exibida na história da televisão no Brasil. No país a atração não chegou a estar entre as mais vistas, ficando com médias de 3 pontos no Ibope. No entanto, em sua estreia, a telenovela mais que dobrou a audiência da Band para o horário e continuou sendo, em geral, uma das atrações mais vistas da emissora durante o dia. Posteriormente, a emissora começou a transmitir outras tramas turcas, como Fatmagül'ün Suçu Ne? que é a maior audiência de uma produção turca no país. O canal de televisão por assinatura Viva, começou a transmitir as produções turcas em 2020, sendo a primeira Deli Gönül, substituída por Aşk Yeniden que elevou em 3% a audiência do horário em que era exibida, e tornou-se o programa mais assistido da televisão por assinatura durante seu horário de exibição.
Na Colômbia, as séries turcas são transmitidas pela manhã e à tarde no canal Caracol Televisión.
No México, a maioria das séries turcas são transmitidas pela TV Azteca e pela Imagen Televisión. As tramas conquistaram os espectadores mexicanos, e tornou-se um fenômeno no país.

### Afeganistão, Irão e Paquistão
As séries turcas são muito populares no Afeganistão, seus índices de audiência se tornando mais altos do que as tradicionais séries hindus que os afegãos costumavam assistir com mais frequência. A série mais popular no país é Fatmagül'ün Suçu Ne?. Outras séries, como Öyle Bir Geçer Zaman Ki, Beni Affet, Iffet, Aşk-ı Memnu y Adını Feriha Koydum também são populares no país. As séries televisivas turcas são extremamente populares no Irão. A série mais popular no território é Aşk-ı Memnu, seguido por Ezel. No Paquistão, a série mais popular é a Aşk-ı Memnu, que foi assistida por mais de 90 milhões de espectadores, tornando-se a série estrangeira de maior audiência no país. A segunda série é Fatmagül'ün Suçu Ne?, a terceira é Muhteşem Yüzyıl, todas transmitidas pelo canal Urdu 1. Os dramas turcos são controvérsios no Paquistão, a indústria de entretenimento do país criticou a transmissão das produções em seu território, pois desvia o financiamento de produções locais.

### Europa
As séries turcas são amplamente populares por todas partes da península balcánica. A série de maior audiência em Bósnia e Herzegóvina é Muhteşem Yüzyıl. Em Kosovo, Fatmagül'ün Suçu Ne? foi o programa de maior audiência no país, em 2012, enquanto Aşk vê Ceza foi o terceiro. Na Sérvia, Muhteşem Yüzyıl, foi o programa mais assistido no país durante janeiro de 2013. Na Macedónia do Norte, Öyle Bir Geçer Zaman Ki de acordo com a Nielsen Media Research, é a série de maior audiência no país. De fato, as produções turcas são muito bem-sucedidas na Macedônia, que o governo restringiu as transmissões destas séries durante o dia para reduzir o impacto turco na sociedade no país. Na Eslováquia, os dramas turcos ajudaram a melhorar a imagem pública da própria Turquia. Na Grécia, as séries também ganharam bastante popularidade, o bispo ortodoxo grego Anthimos Mathews criticou os fãs gregos das séries televisivas turcas.
A série Binbir Gece tornou-se um grande sucesso em Bósnia e Herzegovina, Montenegro, Macedónia do Norte, Romênia, Albânia e Grécia. Devido ao sucesso das tramas, o turismo em Istambul aumentou e levou a um maior interesse em aprender a língua turca. Na Espanha, o canal Nova transmitiu a trama Fatmagül'ün Suçu Ne?, sendo a produção turca mais assistida de todos os tempos na Espanha, com 744,000 espectadores e um share médio de 4,1%. Outras produções de êxito no país, incluem Binbir Gece, com 501,000 espectadores e 3% de share, e Hercai com 500,000 espectadores e 3,4% de share. As tramas turcas são consideradas um "fenômeno" no país, os canais de televisão abertos Nova e Divinity, atualmente transmite várias produções turcas.

### Índia
Em setembro de 2015, o primeiro drama turco transmitido na televisão indiana foi Adını Feriha Koydum pelo canal Zindagi, e tornou-se um grande sucesso. Fatmagul'ün Suçu Ne? também ficou bastante popular entre o público indiano. O programa elevou os índices de audiência do canal a cabo Zindagi.

### Mundo árabe
Os dramas turcos têm muita demanda no mundo árabe. Em uma pesquisa realizada em 16 países do Oriente Médio pela Fundação Turca de Estudos Econômicos e Sociais, três em cada quatro disseram ter visto uma série de televisão turca. A popularidade das séries turcas começaram a aumentar no mundo árabe em 2008, quando Waleed bin Ibrahim Al Ibrahim começou a comprar séries turcas para o Middle East Broadcasting Center, conhecido pela sigla "MBC". Em vez de dublar as tramas em árabe clássico, optaram pelo árabe sírio, uma variante dialetal facilmente compreendida pelos espectadores comuns em todo o Oriente Médio. Gümüş é a primeira produção turca transmitida mercado árabe, deste então, uma onda de melodramas turcos entrou na televisão árabe, a série violou as normas conservadoras locais. O episódio final de Gümüş na MBC, estreou em agosto de 2008, com uma audiência de 85 milhões de telespectadores. Nesse mesmo ano, o grande mufti da Arábia Saudita, Abdul Aziz al-Sheikh, emitiu um fátua contra os canais que transmitiam Gümüş, dizendo que qualquer um que tenha transmitido tal série é "um inimigo de Deus e de seu profeta". Além disso, Gümüş abriu o mundo árabe para o sucesso de outras séries turcas. Em 2013, Fatmagül'ün Suçu Ne? tornou-se a série turca mais popular naquele território, seguido por Aşk-ı Memnu e Muhteşem Yüzyıl.
O sucesso de Fatmagül'ün Suçu Ne?, por outro lado, aumentou o turismo em Istambul porque muitos turistas árabes queriam ver os locais da série, como o restaurante onde Fatmagül, personagem interpretada por Beren Saat, trabalhava. Em março de 2018, a MBC tirou todos os dramas turcos do ar. Nick Vivarelli da Variety considera isto um resultado das tensões políticas entre a Arábia Saudita e a Turquia.

### Outras partes do mundo
Os canais de televisão estatais no Uzbequistão tiraram do ar as tramas turcas de seus canais e por causa da "natureza rebelde" de alguns dos personagens fictícios. A emissora pública sueca SVT adquiriu a série Son, tornando-se a primeira grande emissora da Europa Ocidental a comprar uma série de televisão turca. Em 2016, as produções turcas ficaram populares na Etiópia, através da TV Kana, onde são dubladas na língua amárica. A Netflix produziu sua primeira série original turca, The Protector, em 2018.
Nos países lusófonos da África, Angola e Moçambique, o canal de televisão por assinatura Zap Novelas transmite deste 2016, as produções turcas, começando com Fatmagül'ün Suçu Ne?, as tramas turcas são bastante populares entre os angolanos e moçambicanos. Até 2019, o canal transmitiu cerca de 20 produções, todas com dublagem em língua portuguesa.

### Países túrquicos
Há um alto grau de inteligibilidade mútua entre as várias "línguas túrquicas", especialmente entre o ramo conhecido como línguas oguzes, que inclui o turco e o azeri. As transmissões de dramas turcos em países túrquicos, não requerem legendas ou dublagem, pois geralmente têm as mesmas palavras e estruturas de frases ou similares. Entretanto, os idiomas túrquicos mais distantes da língua turca, como os idiomas oficiais falados no Turcomenistão, Cazaquistão, Quirguistão e Uzbequistão, requerem legendas, pois têm menor grau de inteligibilidade mútua.

## Lucros externos
As séries turcas começaram a ser exportadas internacionalmente em 1999, mas só começaram a ganhar popularidade no início do século XXI. Para poder produzir conteúdo a um nível de alta qualidade e ser competitivo com os programas não turcos que estavam ganhando força na Turquia, era necessário um orçamento maior, os orçamentos de produções turcas eram menos de 200 mil dólares. O governo turco também ajudou na motivação da expansão internacional. Em 2017, os dramas turcos lucraram 350 milhões de dólares, sendo oficialmente o segundo país que mais exporta séries de televisão, atrás apenas dos Estados Unidos. Segundo o Secretário Geral da TEA, Bader Arslan, a receita anual das exportações de dramas turcos ultrapassara 1 bilhão de dólares até 2023.